# Chirathivat (Familie)
Die Familie Chirathivat ist eine thailändische Familie chinesischer Abstammung, die zu den reichsten Familien Thailands gehört.

## Geschichte
Angeführt wurde die Familie von Tiang Chirathivat (1905–1968), der von Hainan nach Siam auswanderte und sich 1927 in Bangkok niederließ. Er soll gemäß thailändischer Medien vor Piraten von China nach Bangkok geflüchtet sein, wo er einen Kiosk mit Café eröffnete. Er hatte 26 Kinder mit drei Ehefrauen, aus denen heute etwa 220 Nachkommen hervorgegangen sind.
Sein ältester Sohn Samrit gründete in den 1950er-Jahren eine Buchhandlung, die kurz darauf zum ersten Warenhaus des Landes ausgebaut wurde.
Die Nachkommen besitzen und leiten teilweise gemeinsam die Central Group. Die Central Group besitzt mehr als 60 Kaufhäuser und Einkaufszentren, darunter La Rinascente, Kaufhaus des Westens und Magazine zum Globus. Außerdem betreibt sie Hotels und Restaurants mit insgesamt 5000 Verkaufsstellen.

## Familienmitglieder (Auszug)
- Patsarakorn „Pok“ Chirathivat, veröffentlicht Rap-Lieder. Er moderiert einen eigenen Youtube-Channel und ist mit einer thailändischen Schauspielerin verheiratet.[2][7]
- Pachara «Peach» Chirathivat ist Schauspieler, Sänger und Model.[8]
- Tos Chirathivat (* 1964) ist CEO der Central Group.[9]

## Vermögen
Die Familie Chirathivat steht 2021 auf der Forbes-Liste der fünfzig reichsten Thailänder mit einem geschätzten Vermögen von 11,6 Milliarden US-Dollar an vierter Stelle.